# Platanthera arfakensis
Platanthera arfakensis är en orkidéart som beskrevs av Jany Renz. Platanthera arfakensis ingår i släktet nattvioler, och familjen orkidéer. Inga underarter finns listade i Catalogue of Life.